# 奈及爾·休德森

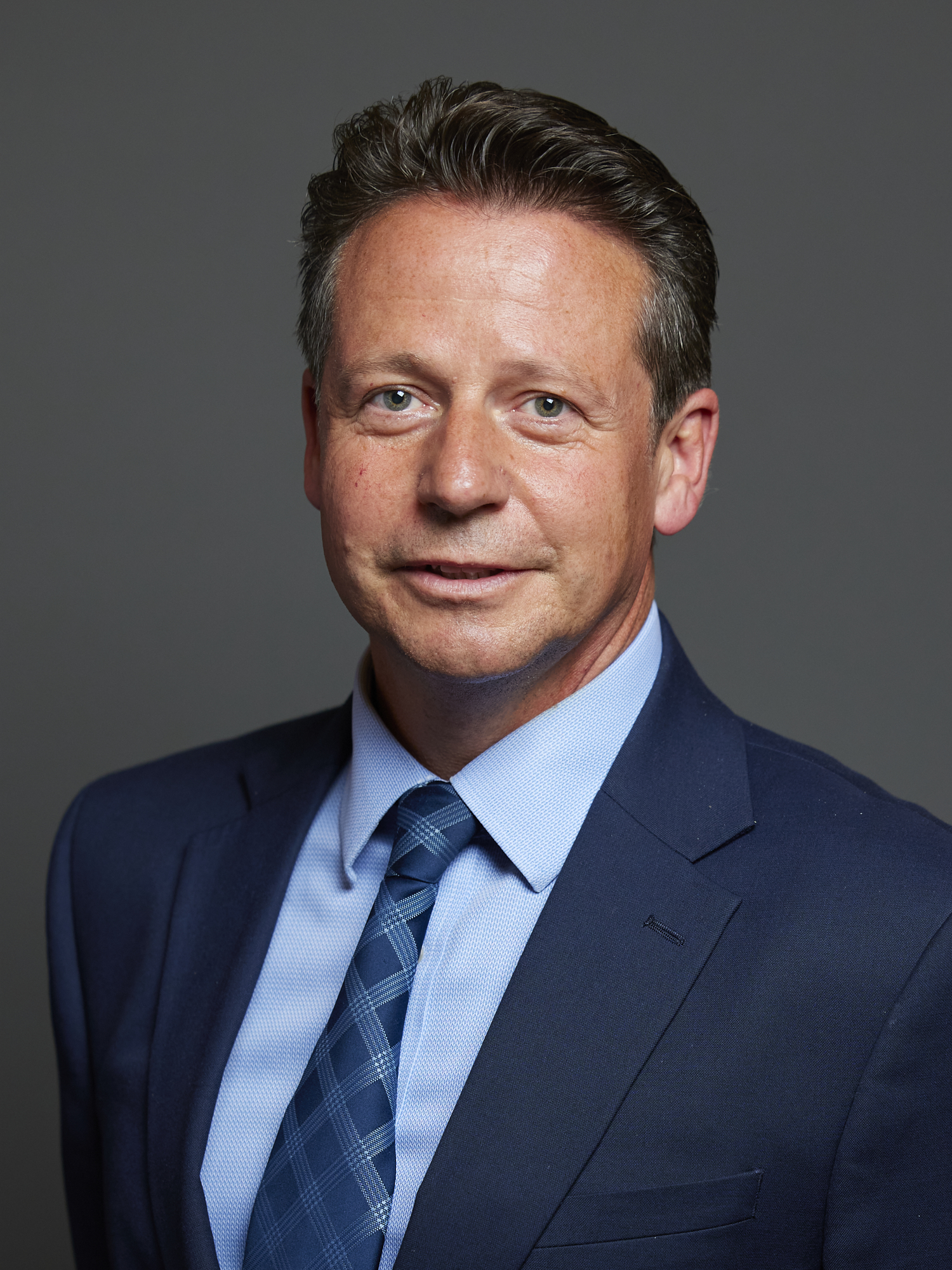

奈及爾·休德森（英語：Nigel Huddleston，1970年10月13日—）是一位英格蘭政治人物，他的黨籍是保守黨。自2015年開始，他擔任中伍斯特郡選區選出的英國下議院議員。他出生在英格蘭林肯。